# Tira de la Peregrinación
La Tira de la Peregrinación, también conocida como Códice Boturini al pertenecer a la Colección de Lorenzo Boturini, número VII-1 del catálogo de 1746, es una de los llamados códices mexicas, es incorrectamente llamada de La peregrinación pues no fue un movimiento de peregrinación, sino, una migración desde Chicomóztoc, probablemente elaborado en la primera mitad del siglo XII. Se presume que puede ser una copia de un documento prehispánico original. Consta de 22 láminas de papel amate, recubiertas de estuco, con escritura mexica. La temática del documento es el movimiento que hicieron los mexicas desde su patria original, la mítica ciudad de Aztlán, que algunos autores localizan en el Centro de México (más precisamente en Yuriria, Guanajuato). 
El Códice Boturini cuenta la historia desde que los mexicas salieron de Aztlán (Lugar de las garzas) hasta que llegaron al Valle de Anáhuac, donde fundaron su ciudad capital Tenochtitlan. Según la leyenda, el dios principal de los mexicas, Huitzilopochtli (Colibrí Zurdo) les dijo que salieran de Aztlán en busca de una señal prometida, la cual era un águila posada sobre un nopal, esta águila se le solía representar con el símbolo de Atlachinolli (agua-fuego) en la punta del pico (aunque a la llegada de los españoles se creyó que se trataba de una serpiente y así empezó posiblemente una leyenda que originalmente era concebida más bien como metáfora), y que en donde encontraran esa señal fundaran su ciudad. Al salir de Aztlán, lo hicieron acompañados de ocho grupos más. Algún tiempo después, los mexicah se separaron de estos pueblos, por "órdenes de su dios", quien les dijo que a partir de ese momento tendrían que buscar el sitio prometido solos.
Tuvieron que pasar cientos de años hasta que los mexicas llegaron al valle de México; ahí encontraron su señal prometida y en un grupo de islotes que se encontraban en medio del lago de Texcoco donde establecieron Tenochtitlán. Es posible que el tlatoani que gobernaba en ese tiempo, al llegar a la tierra prometida, reescribiera toda la historia acerca de su peregrinación y omitiera cierta información desde la salida hasta la llegada de su pueblo a la tierra prometida. El códice cuenta con 22 imágenes y no está concluido.

## Pictografía
El códice muestra una isla con un templo piramidal en su centro, coronada por un grupo de caracteres atl acatl que se suponen el nombre de su divinidad. A los lados del templo hay dibujadas seis viviendas, un hombre y una mujer. Como saliendo de la isla remando hay un hombre en una canoa, cuya dirección marca el inicio del viaje, que se sigue por huellas de pasos. Estos se dirigen a un cerro inclinado hacia la izquierda y una efigie enmarcada en un óvalo; una representación temprana de su dios tutelar Huitzilopochtli, de ella salen unos glifos en forma de voluta; la vírgula de la palabra, es decir, la acción de hablar del personaje con el cual se encuentra asociado por proximidad espacial. Aparecen los símbolos de ocho tribus: chalca, chichimeca, cuitlateca, malinalca, matlatzinca, tepaneca, uexotzinca y xochimilca y cuatro figuras que continúan el viaje: Tezcacouatl, Quauhcouatl, Apancatl, y Chimalman. Se ve entonces un árbol quebrado, junto al que se observan cinco gruesos puntos, representando la medida y dimensiones del tronco; mención de gran importancia, ya que este hecho es tomado como un prodigio que les indica la continuidad de su viaje. Después aparecen seis figuras escuchando a la divinidad y llorando.

## Galería
A continuación, las láminas del códice dispuestas en orden:

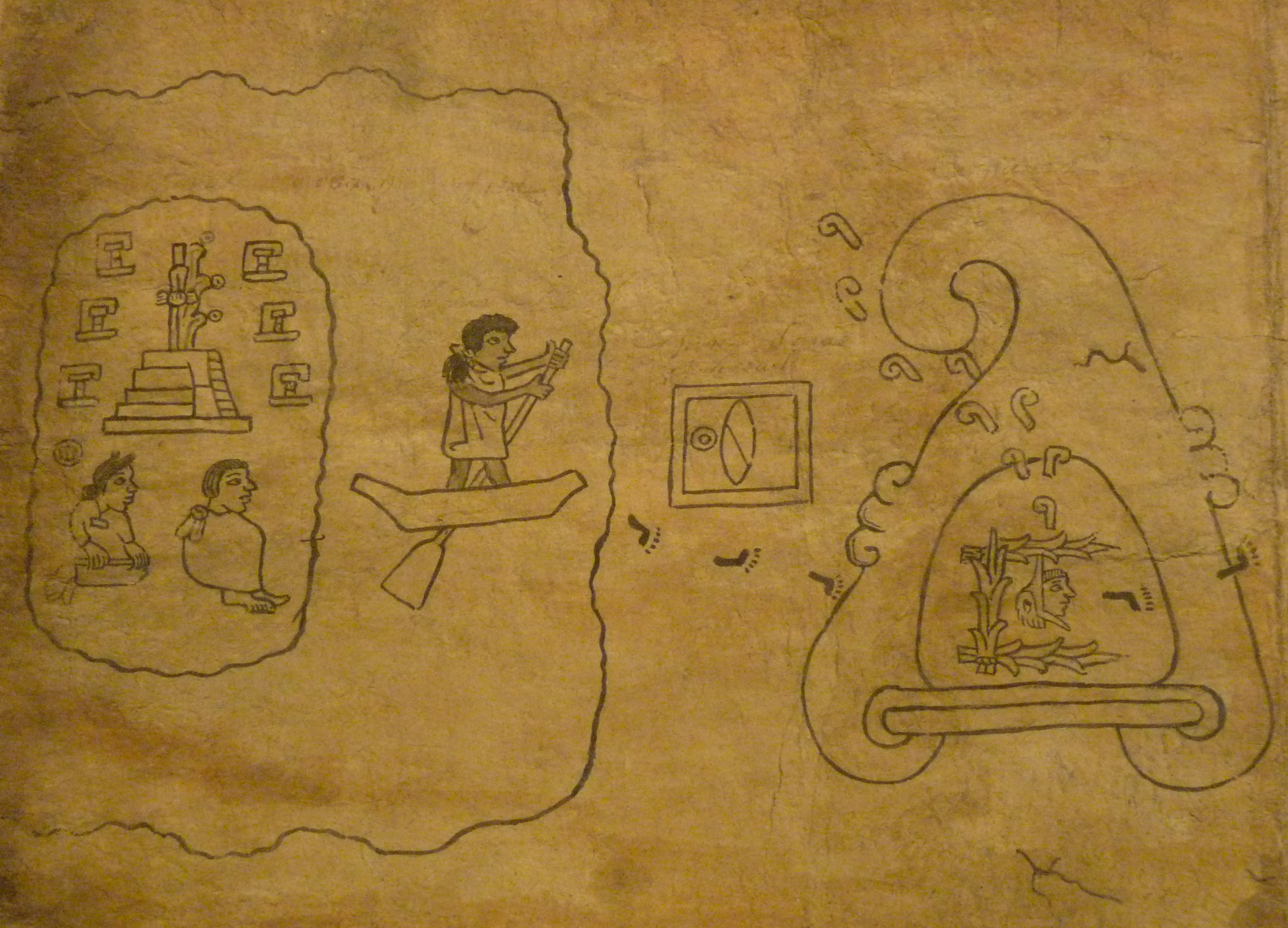
Lámina 1
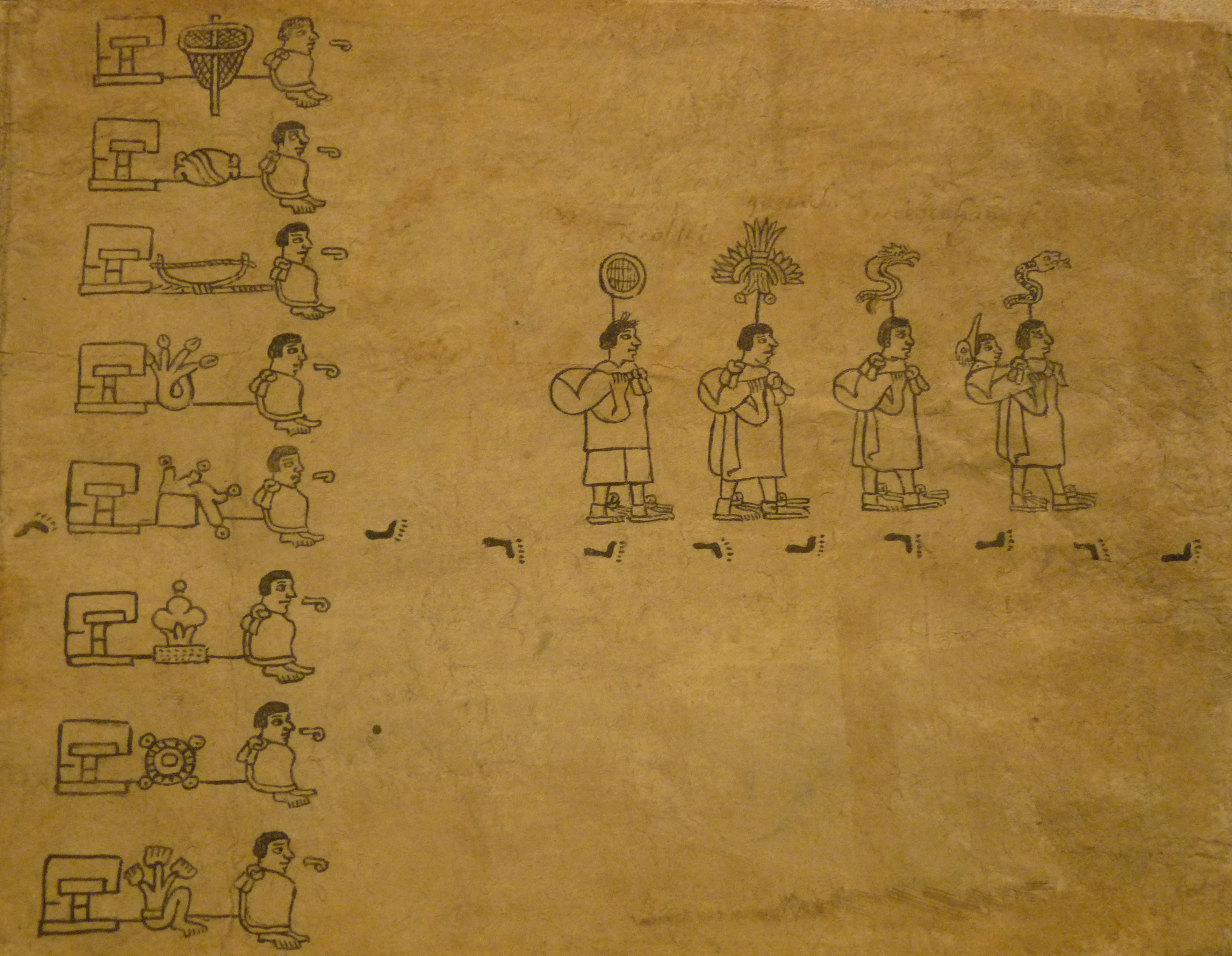
Lámina 2
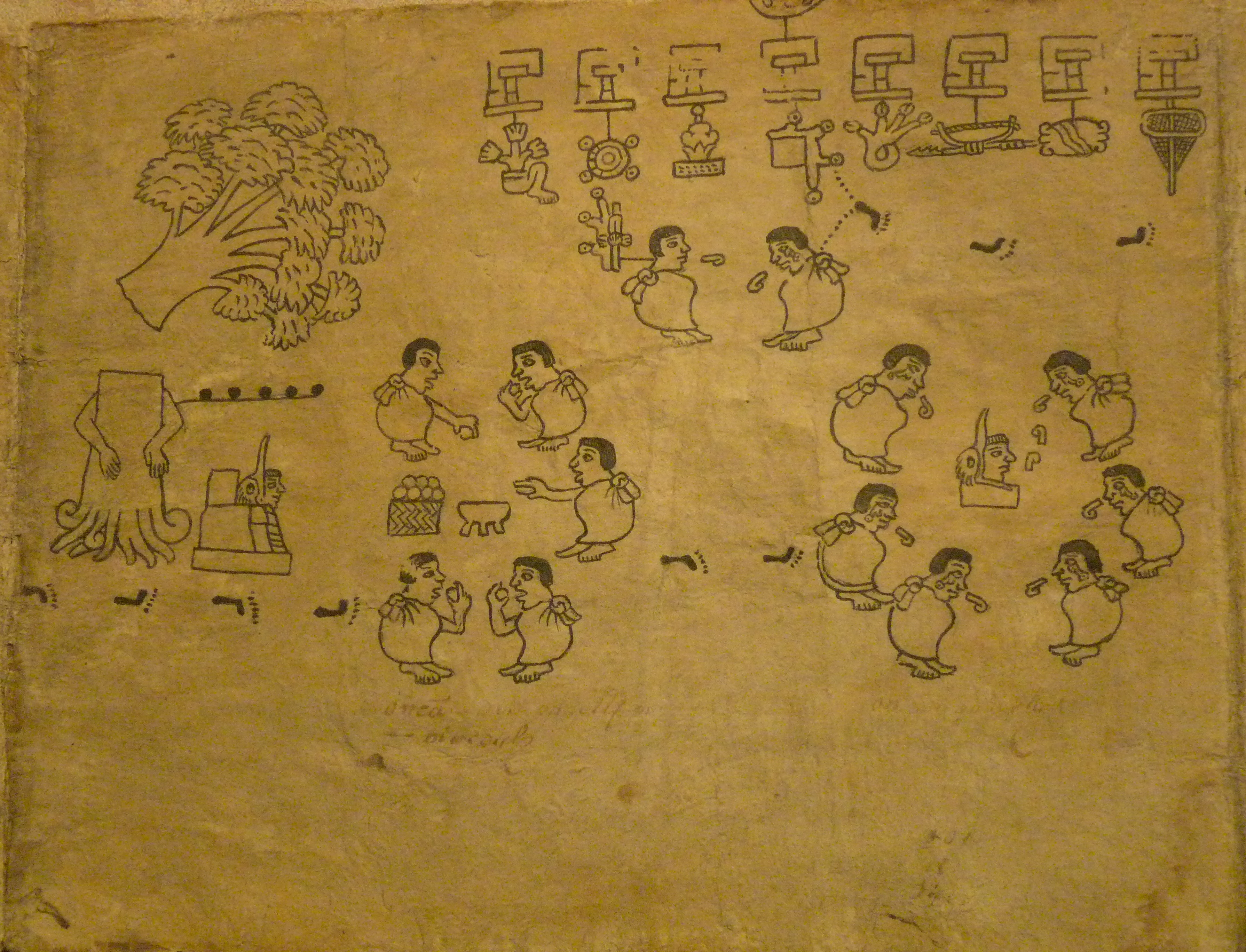
Lámina 3
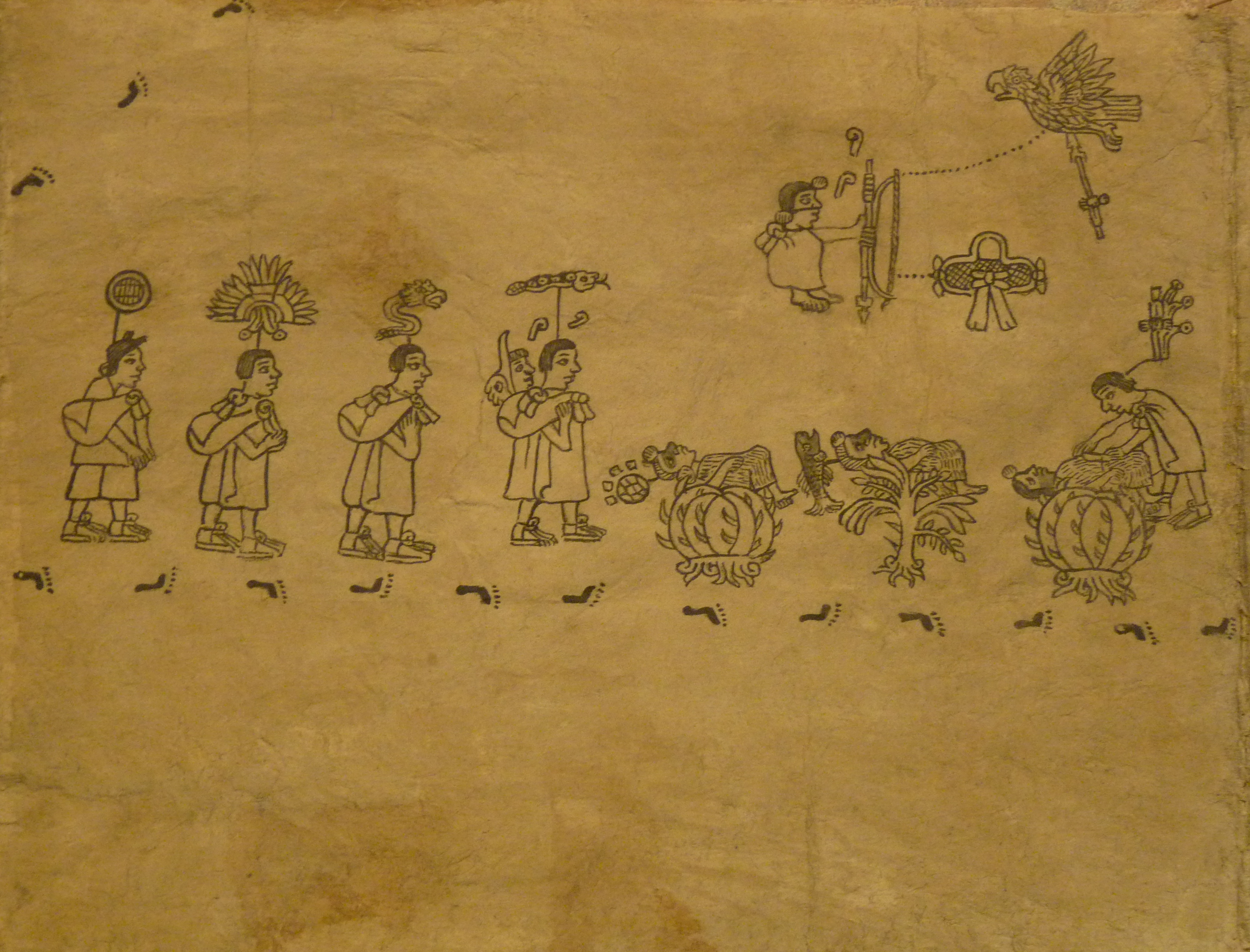
Lámina 4
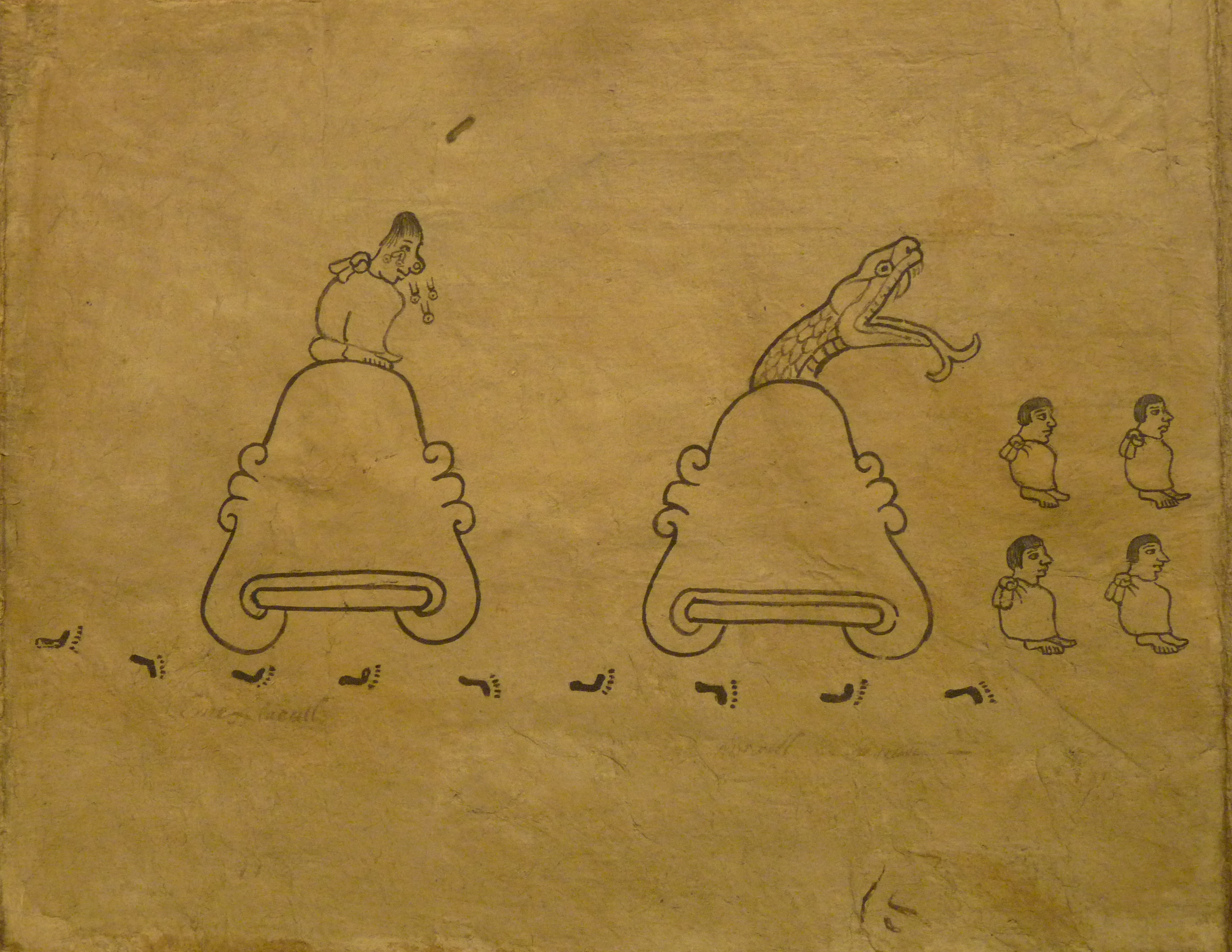
Lámina 5
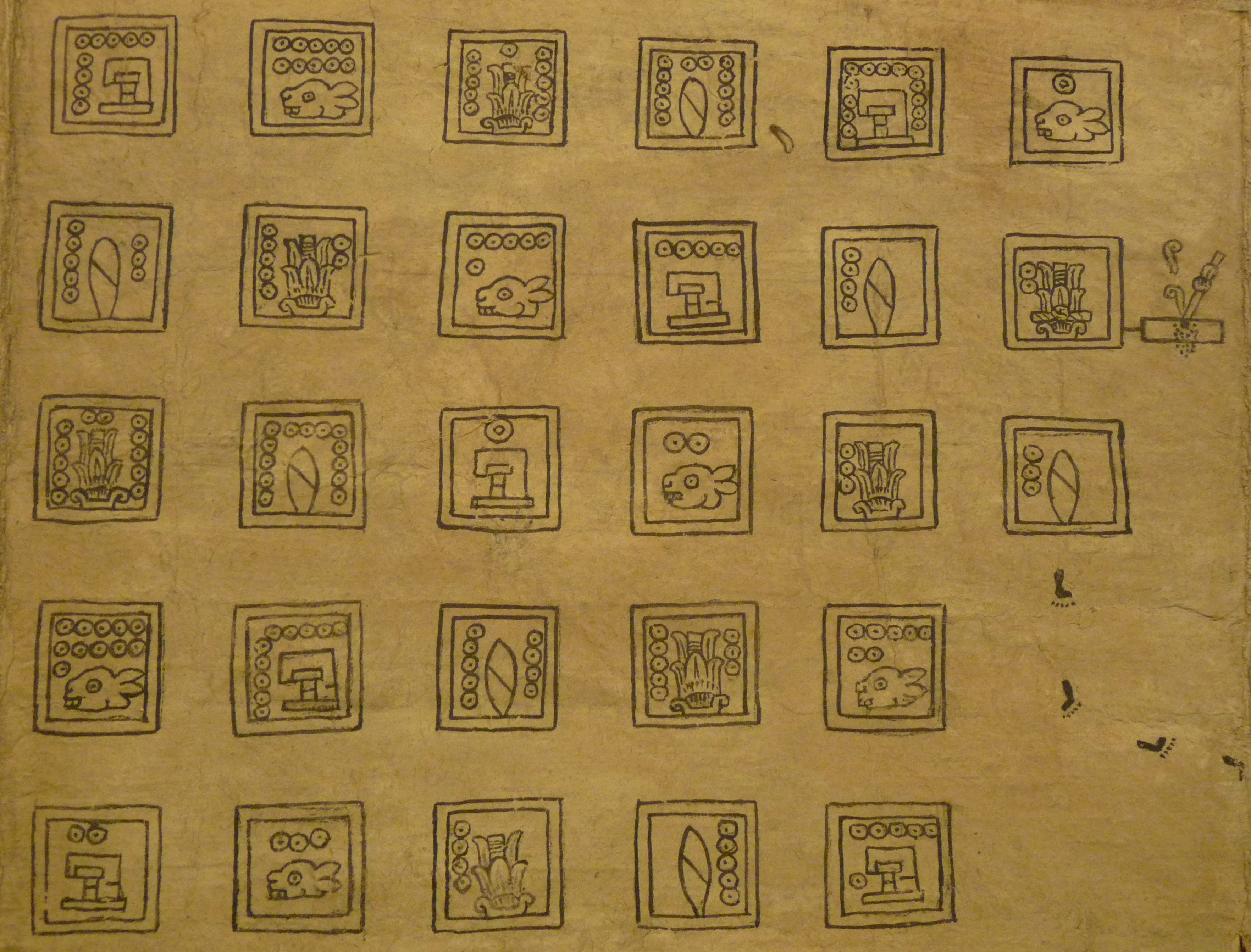
Lámina 6
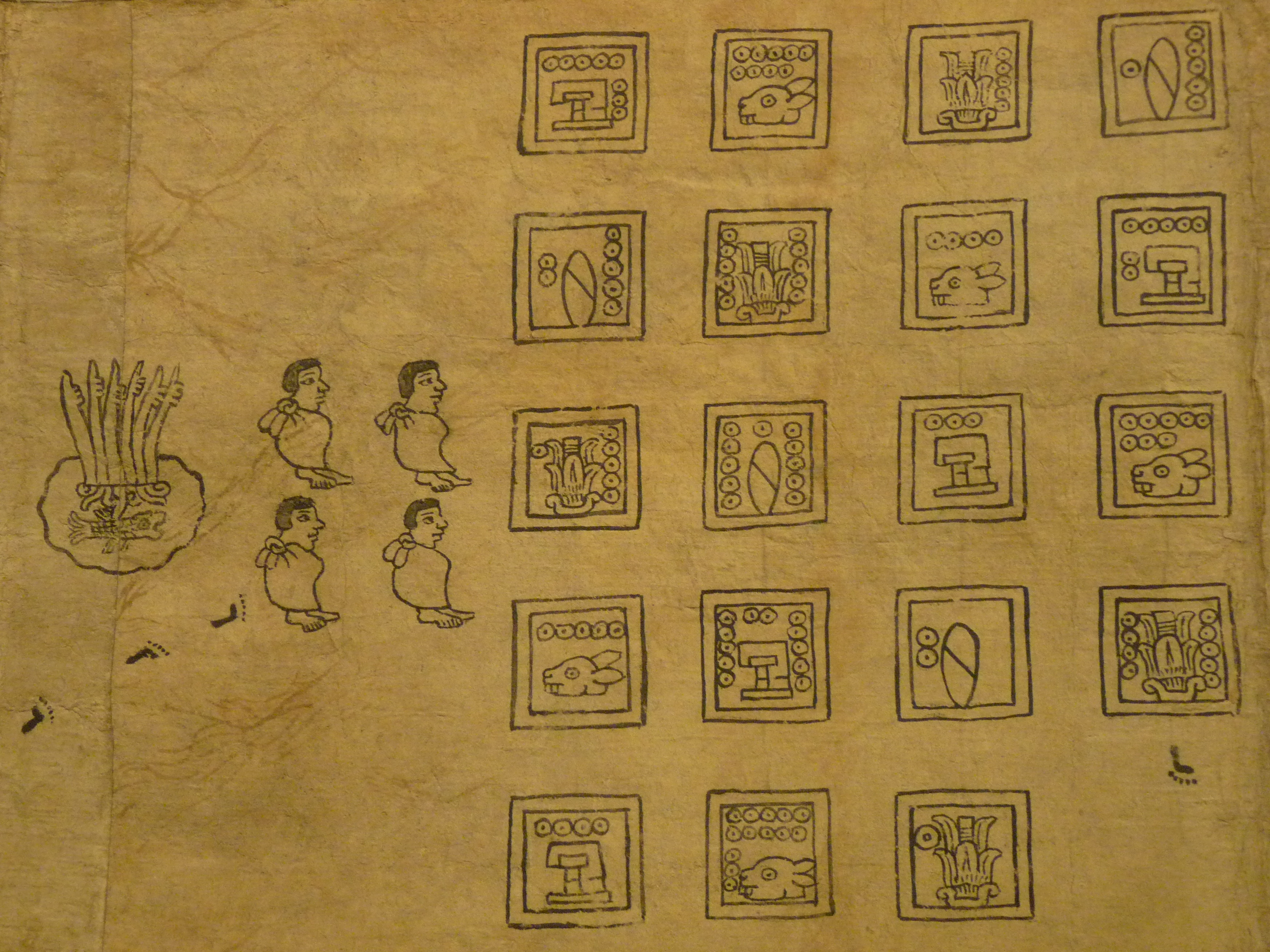
Lámina 7
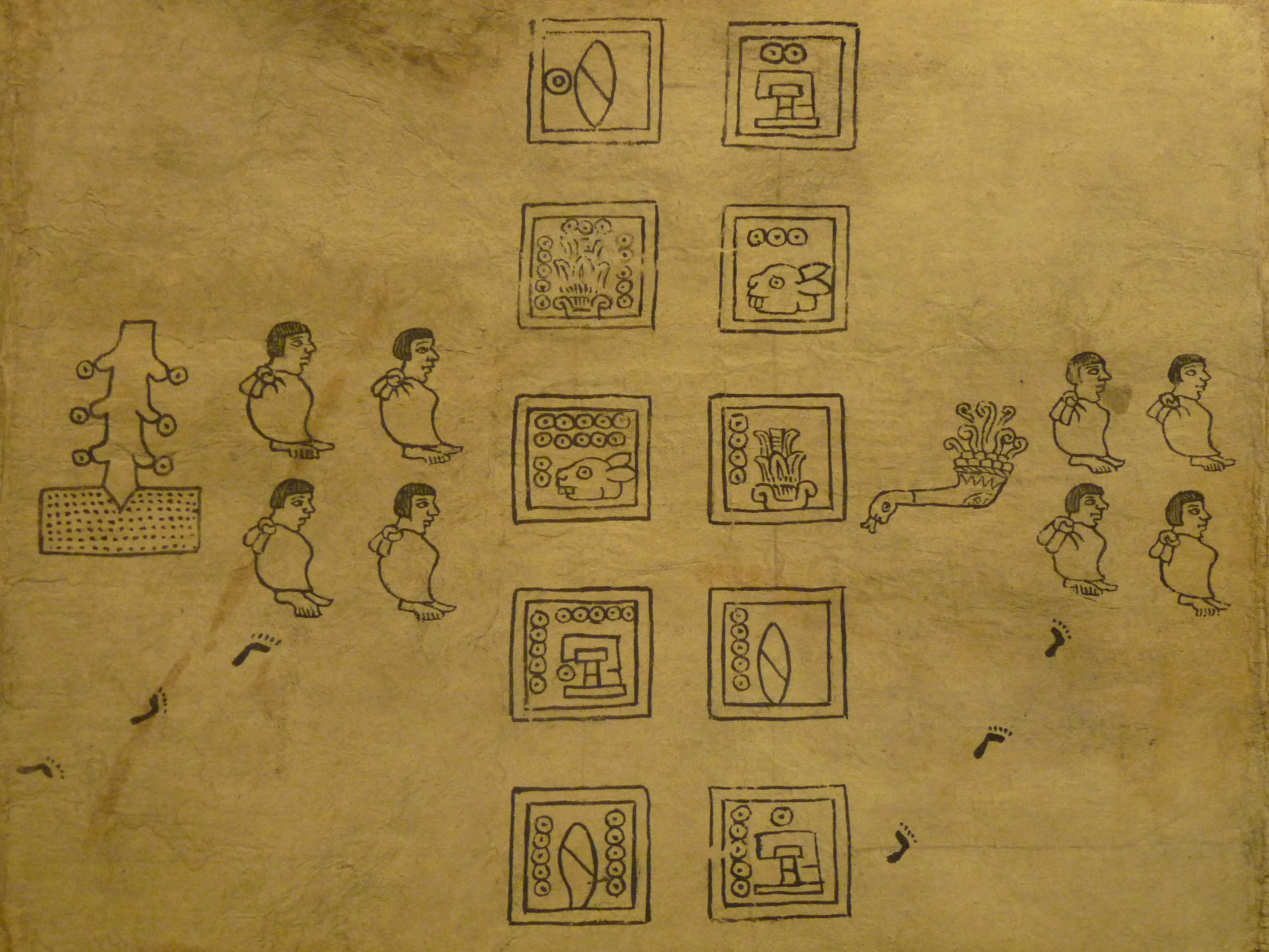
Lámina 8
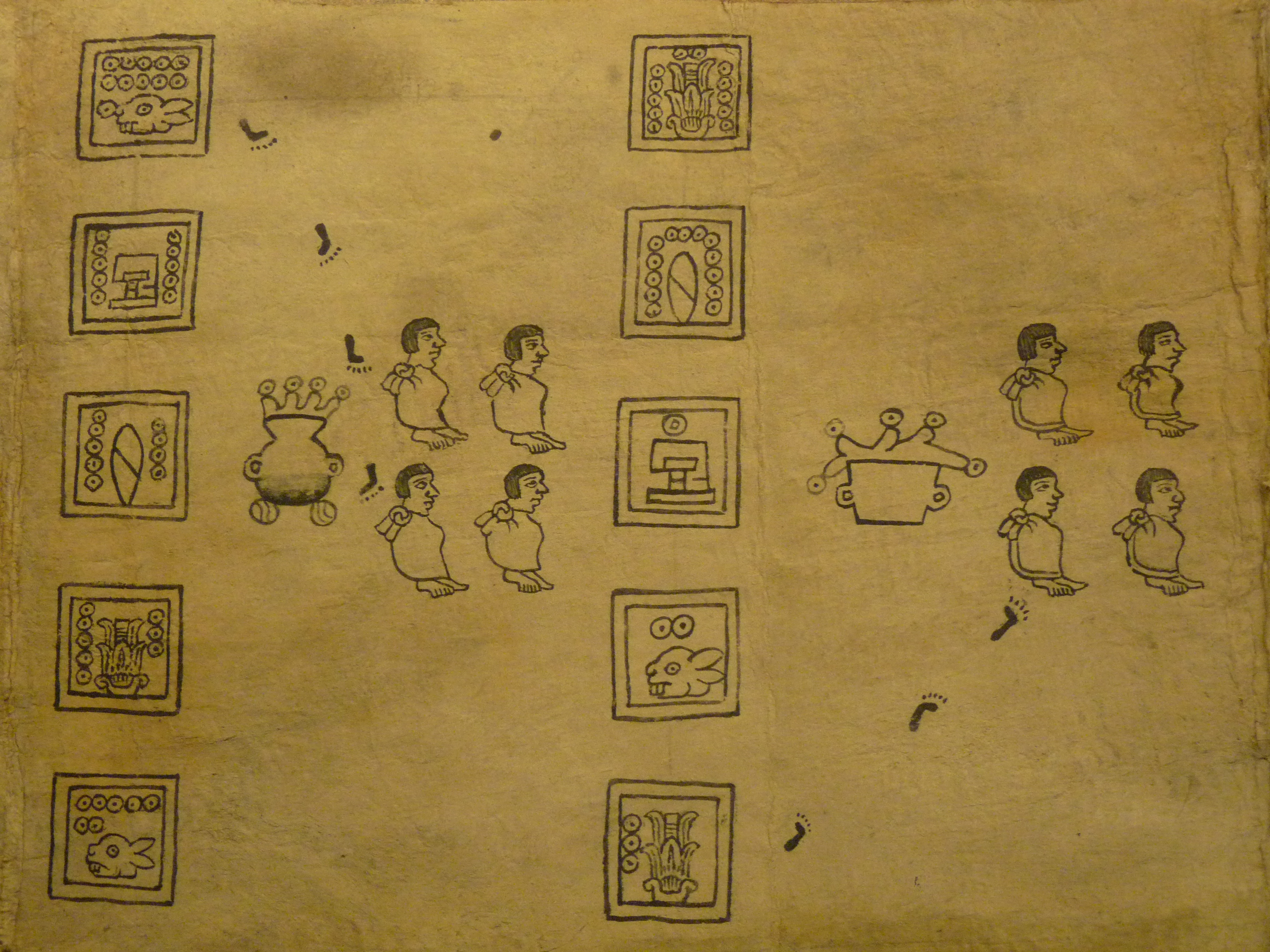
Lámina 9
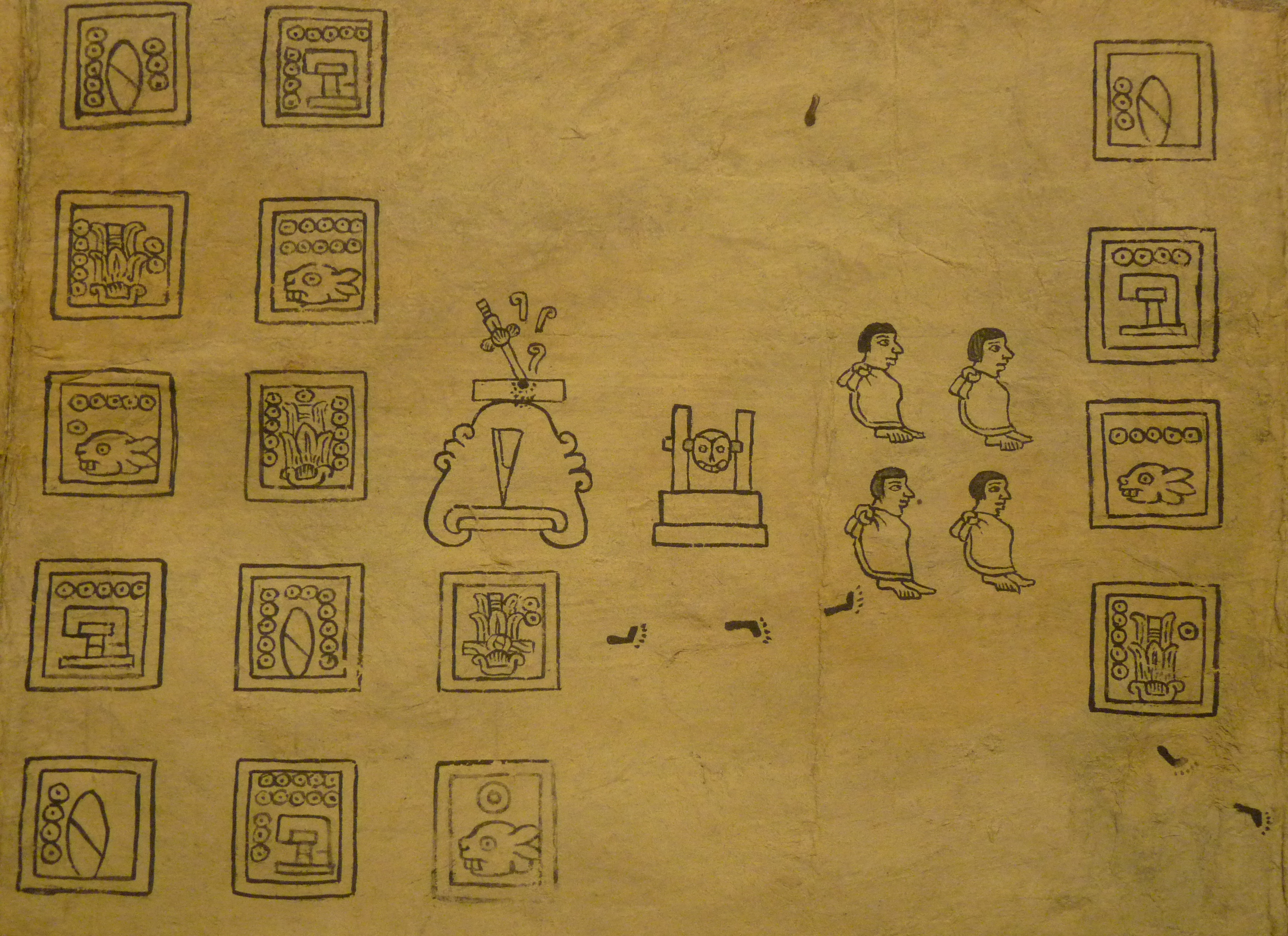
Lámina 10
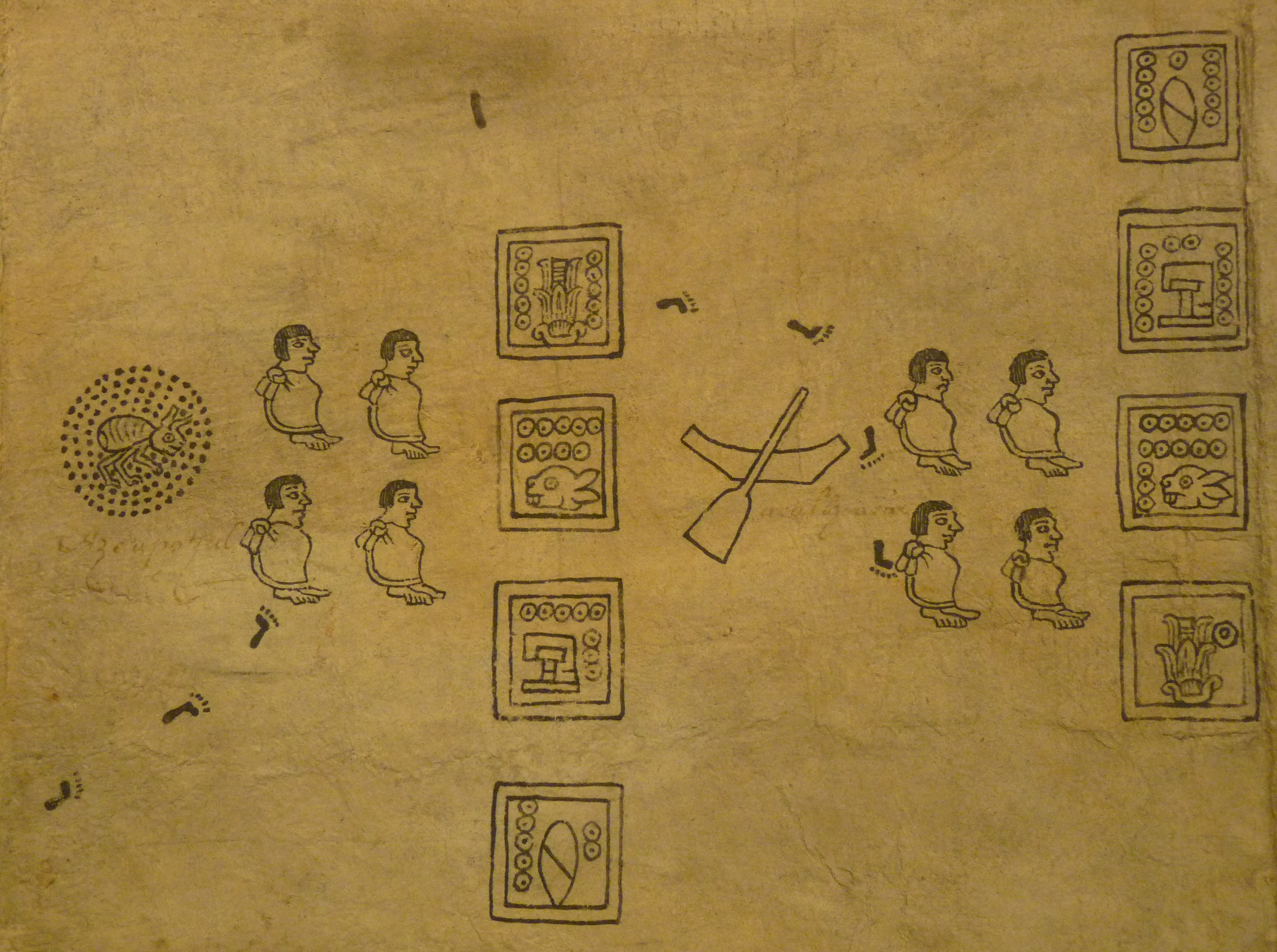
Lámina 11
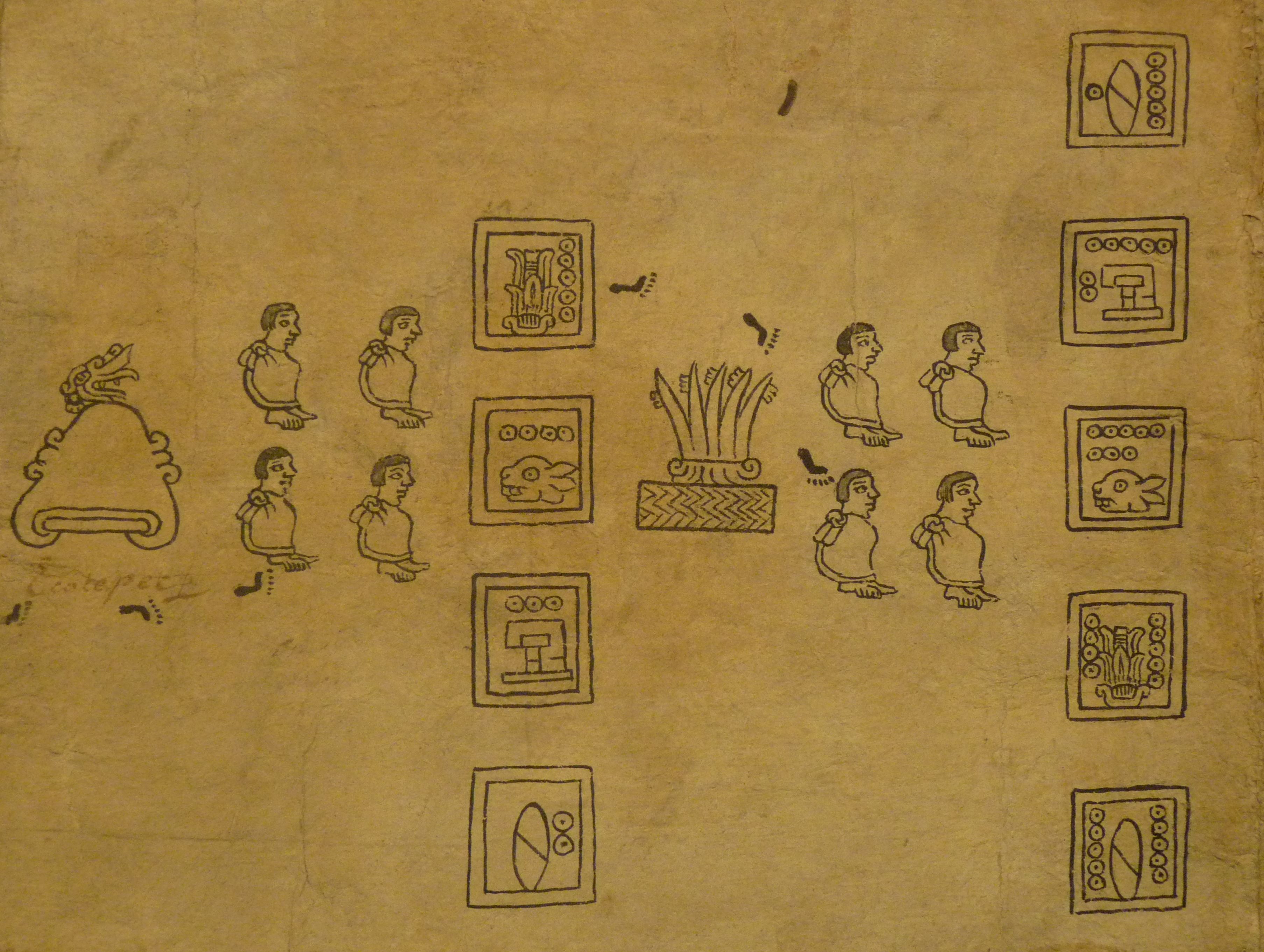
Lámina 12
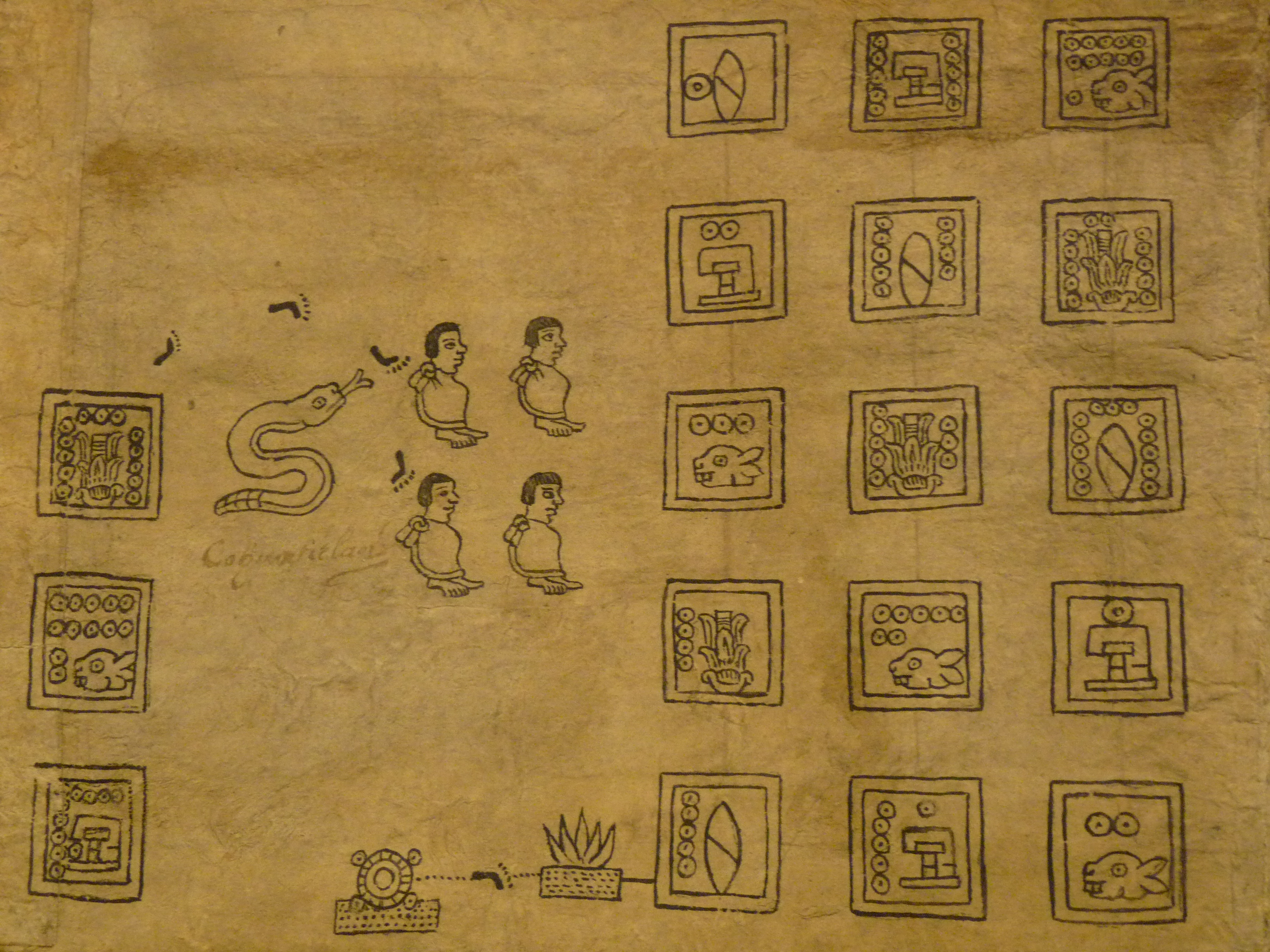
Lámina 13
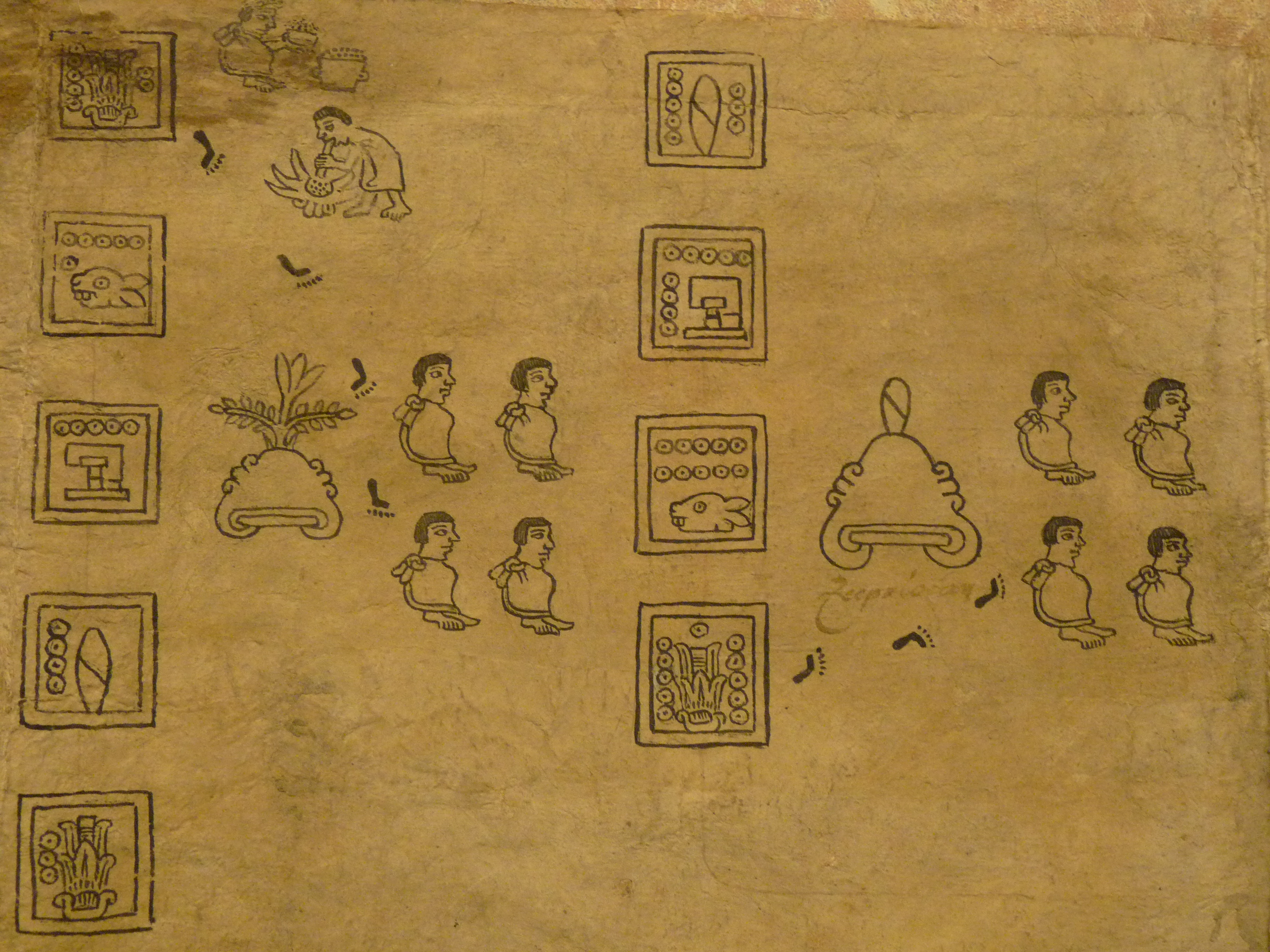
Lámina 14
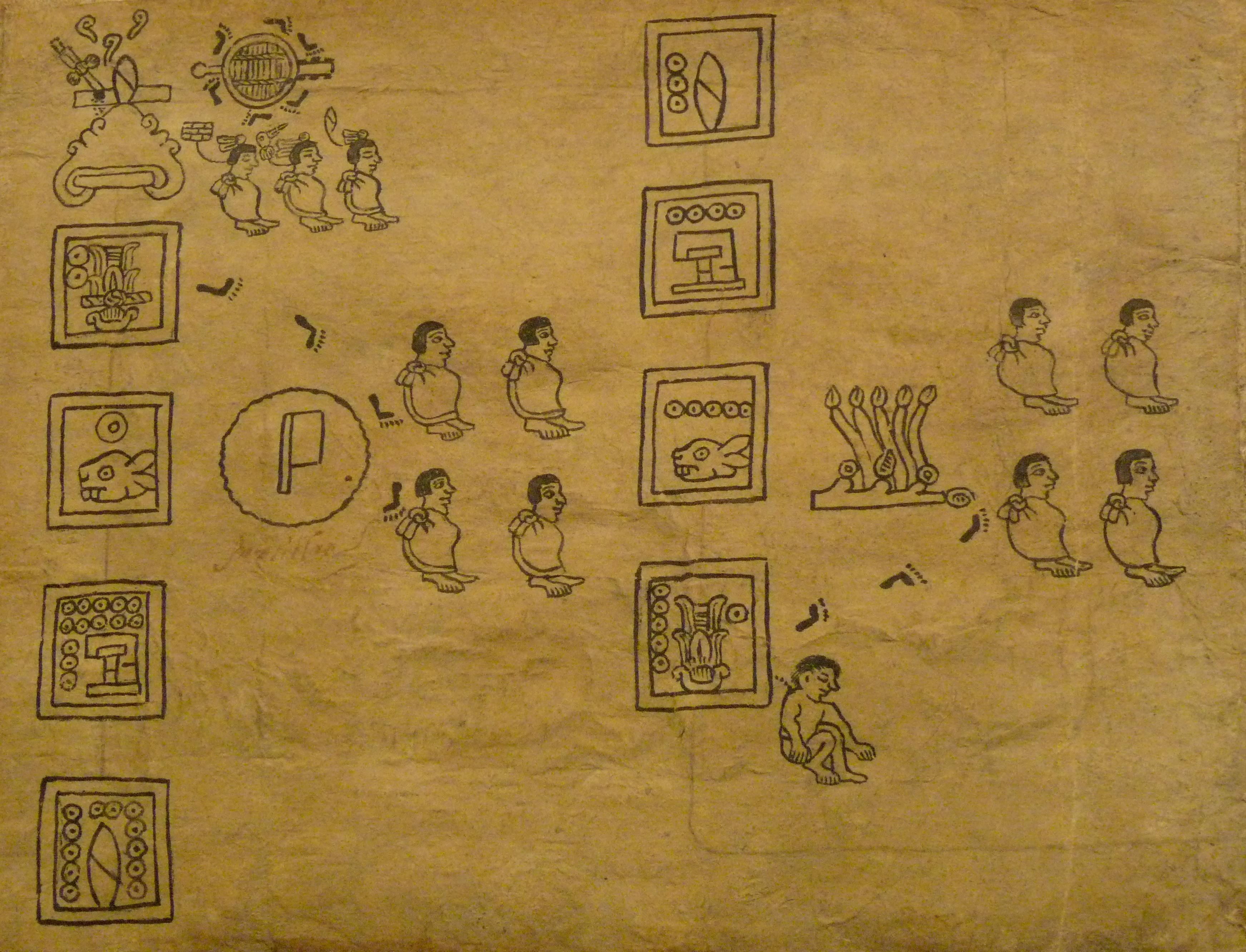
Lámina 15
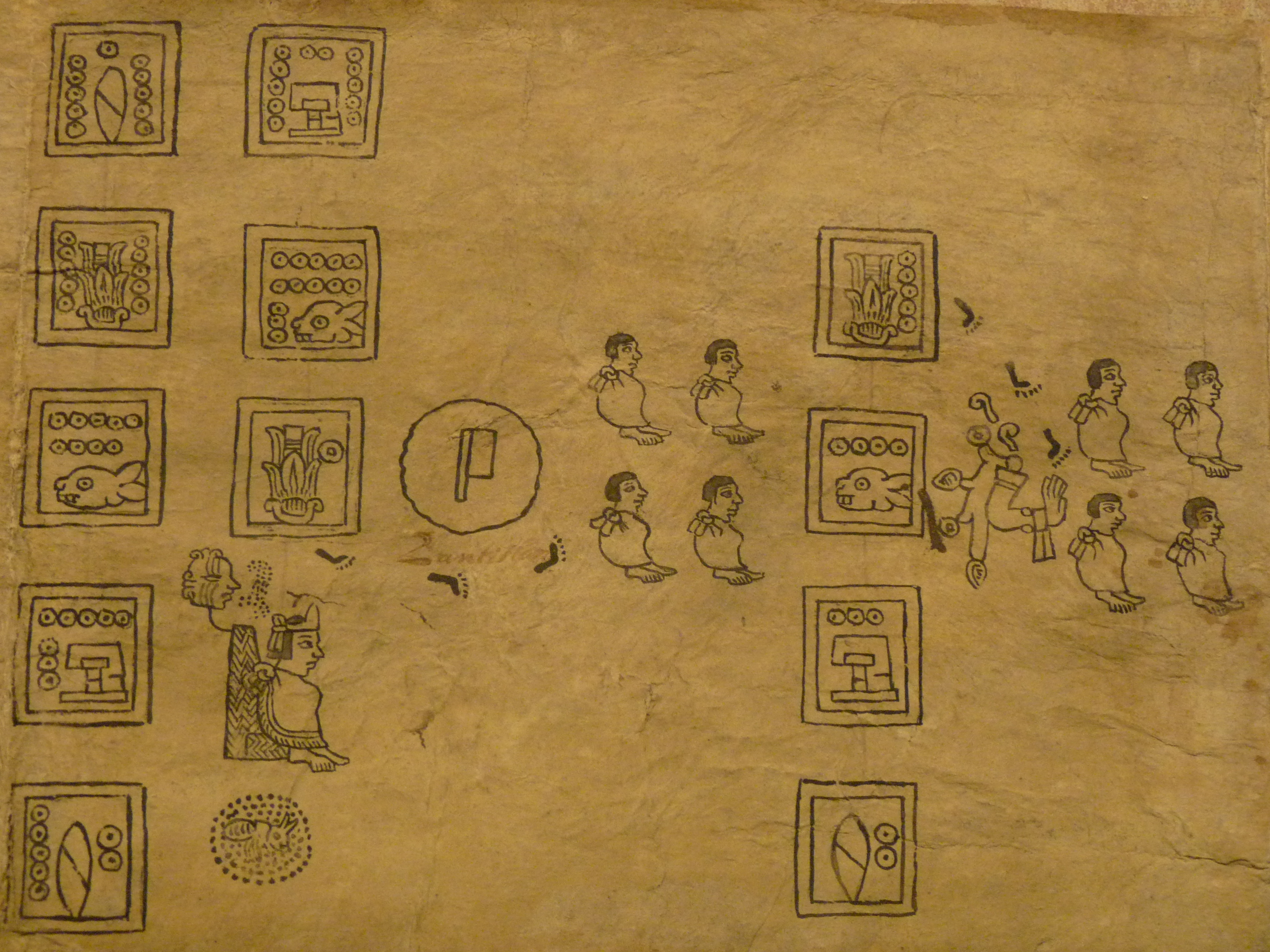
Lámina 16
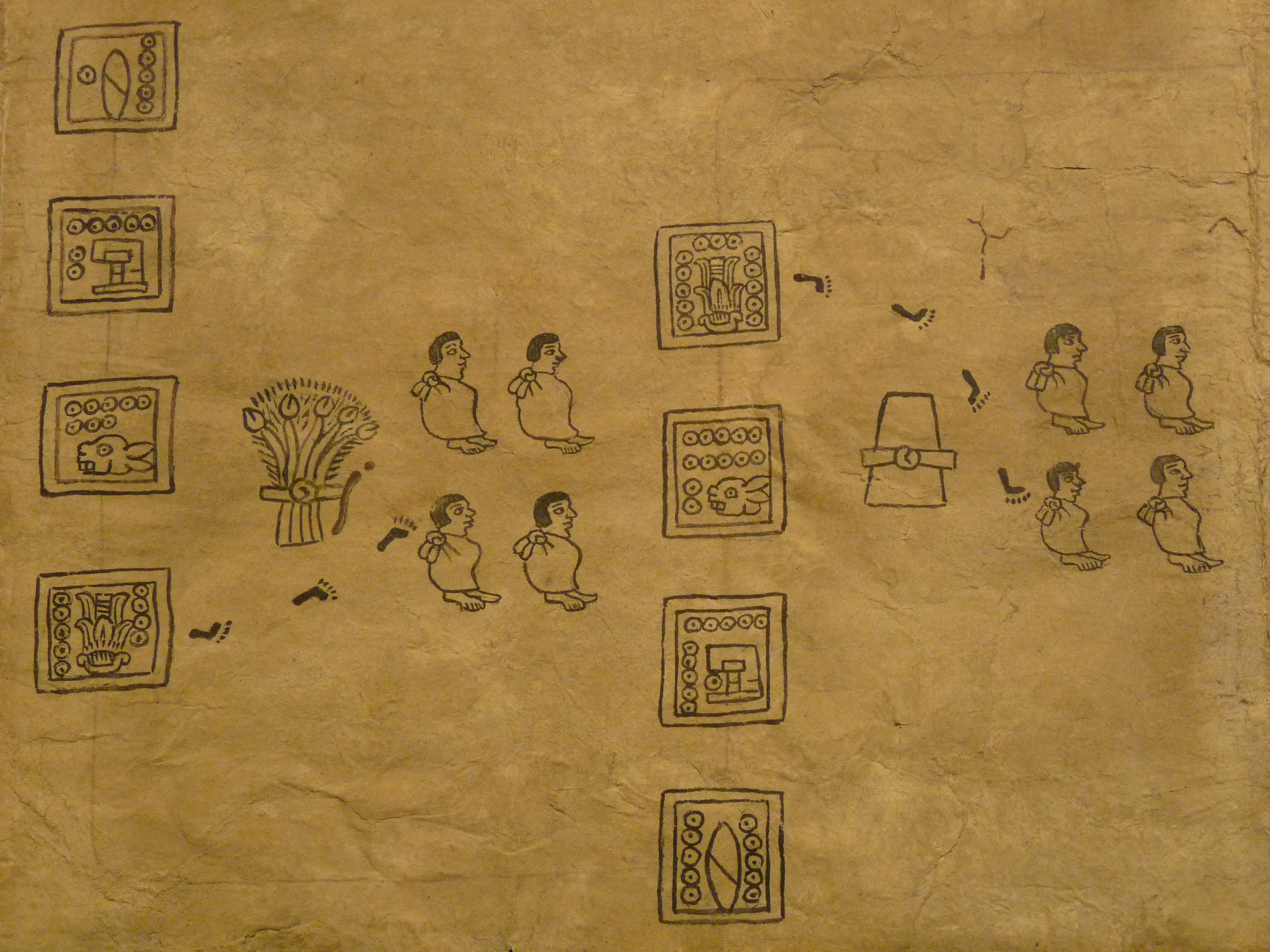
Lámina 17
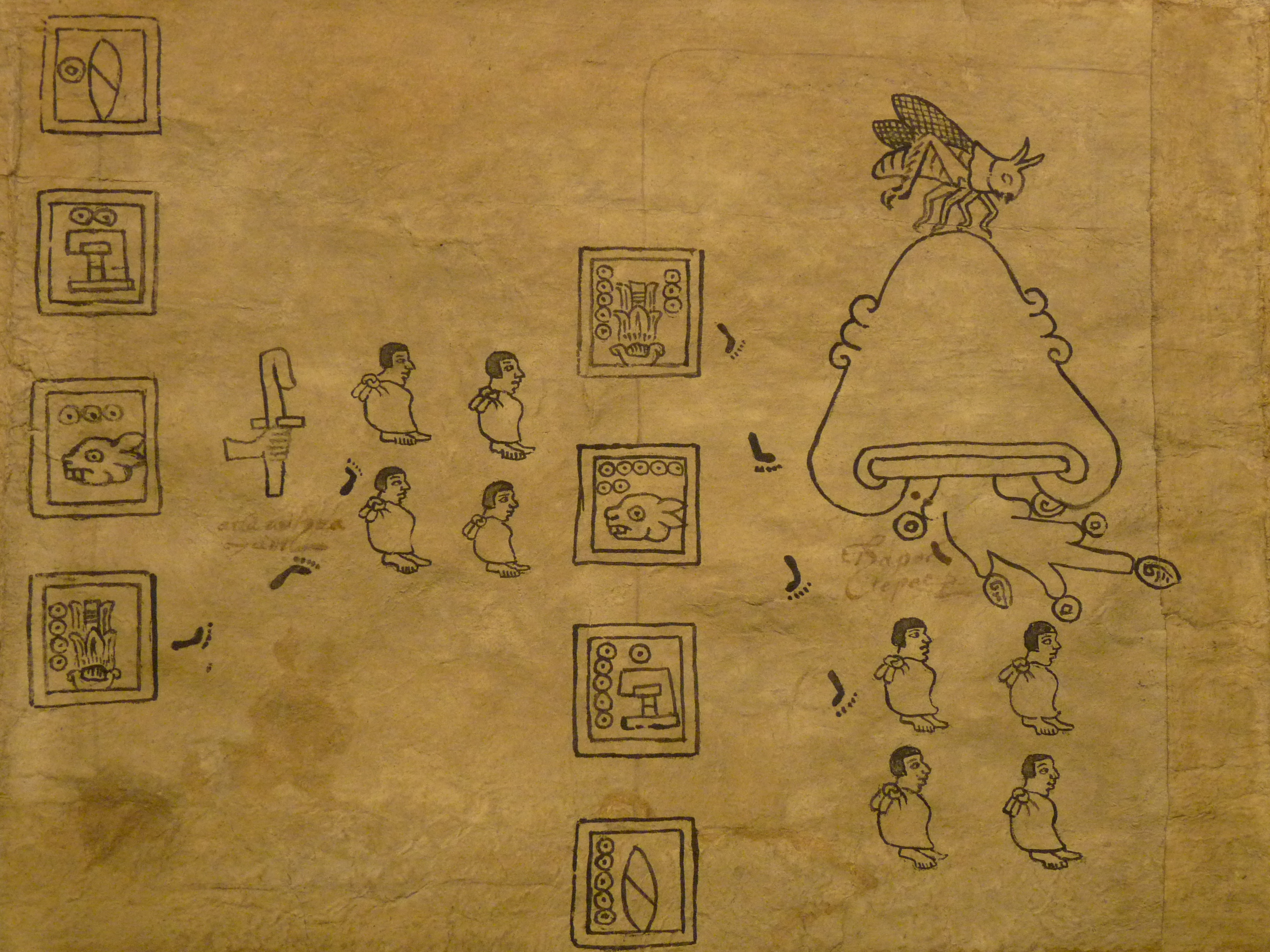
Lámina 18
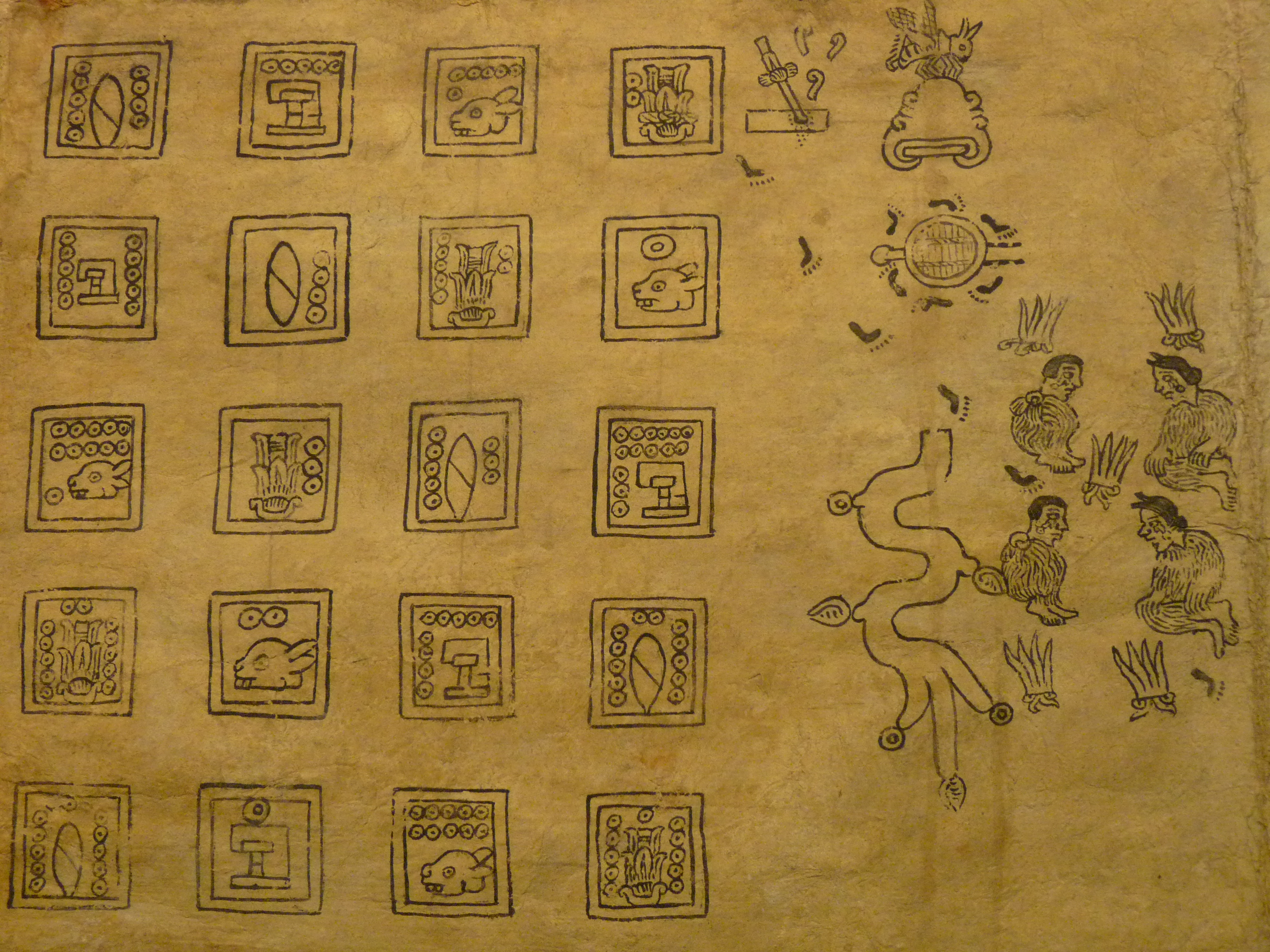
Lámina 19
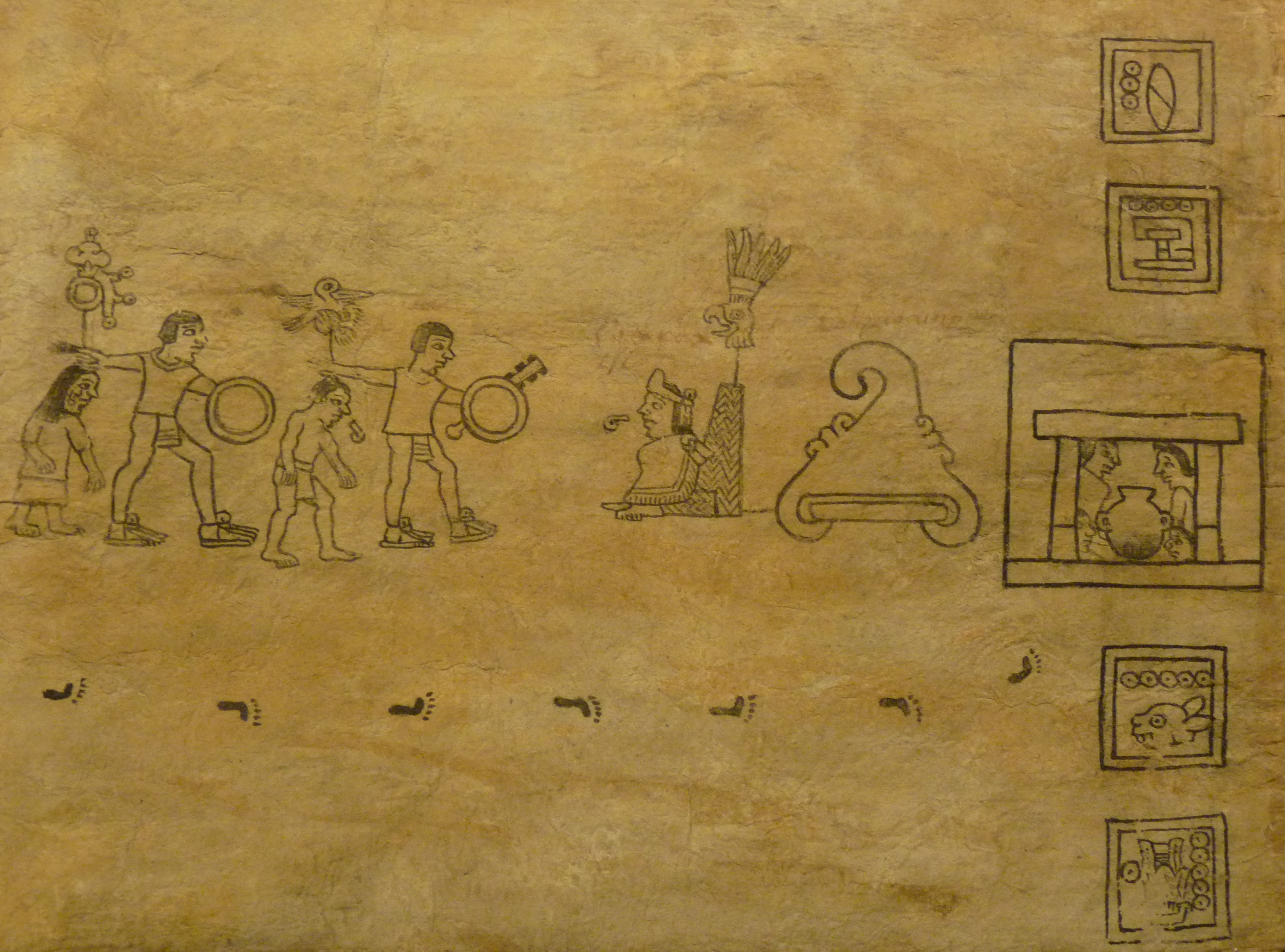
Lámina 20
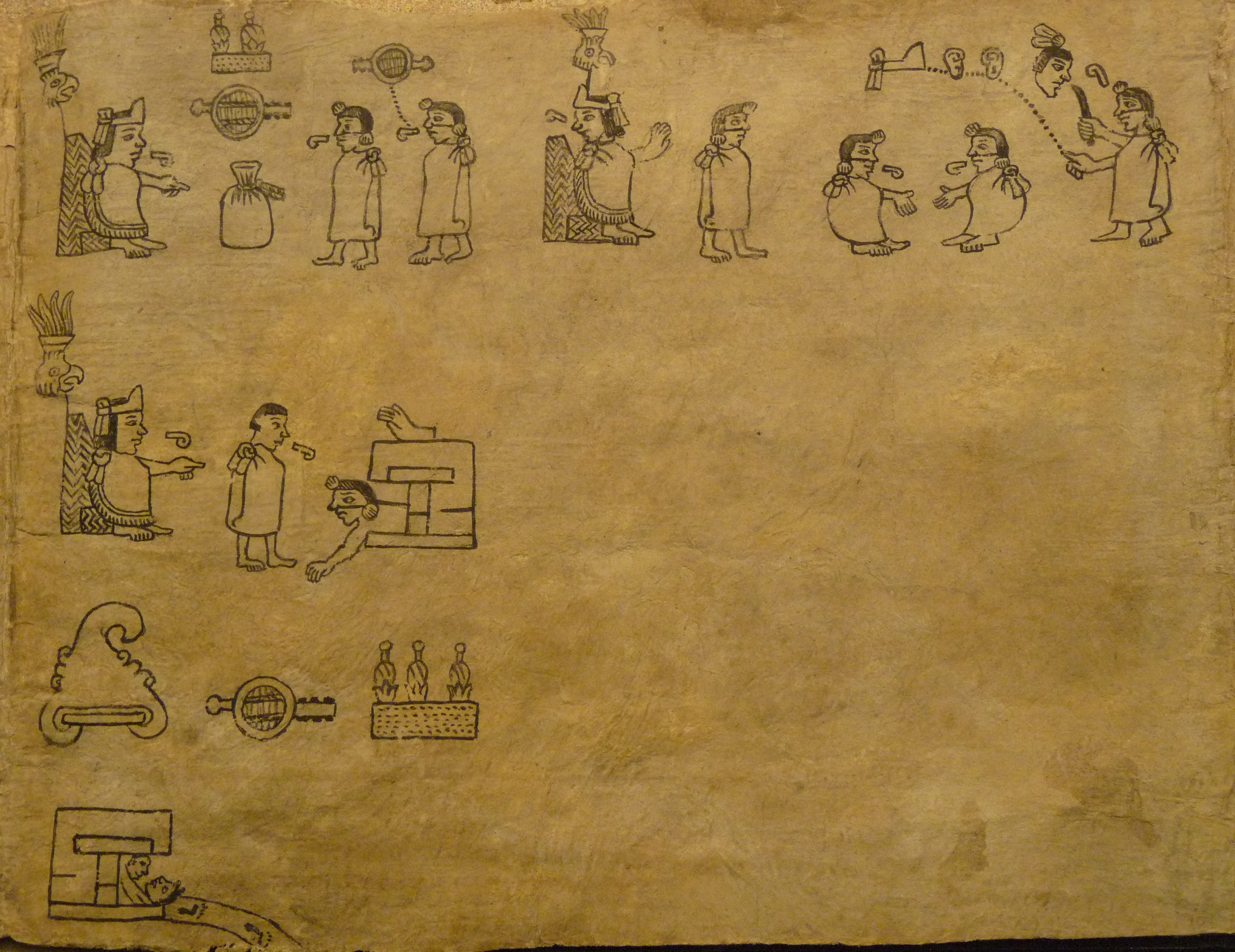
Lámina 21
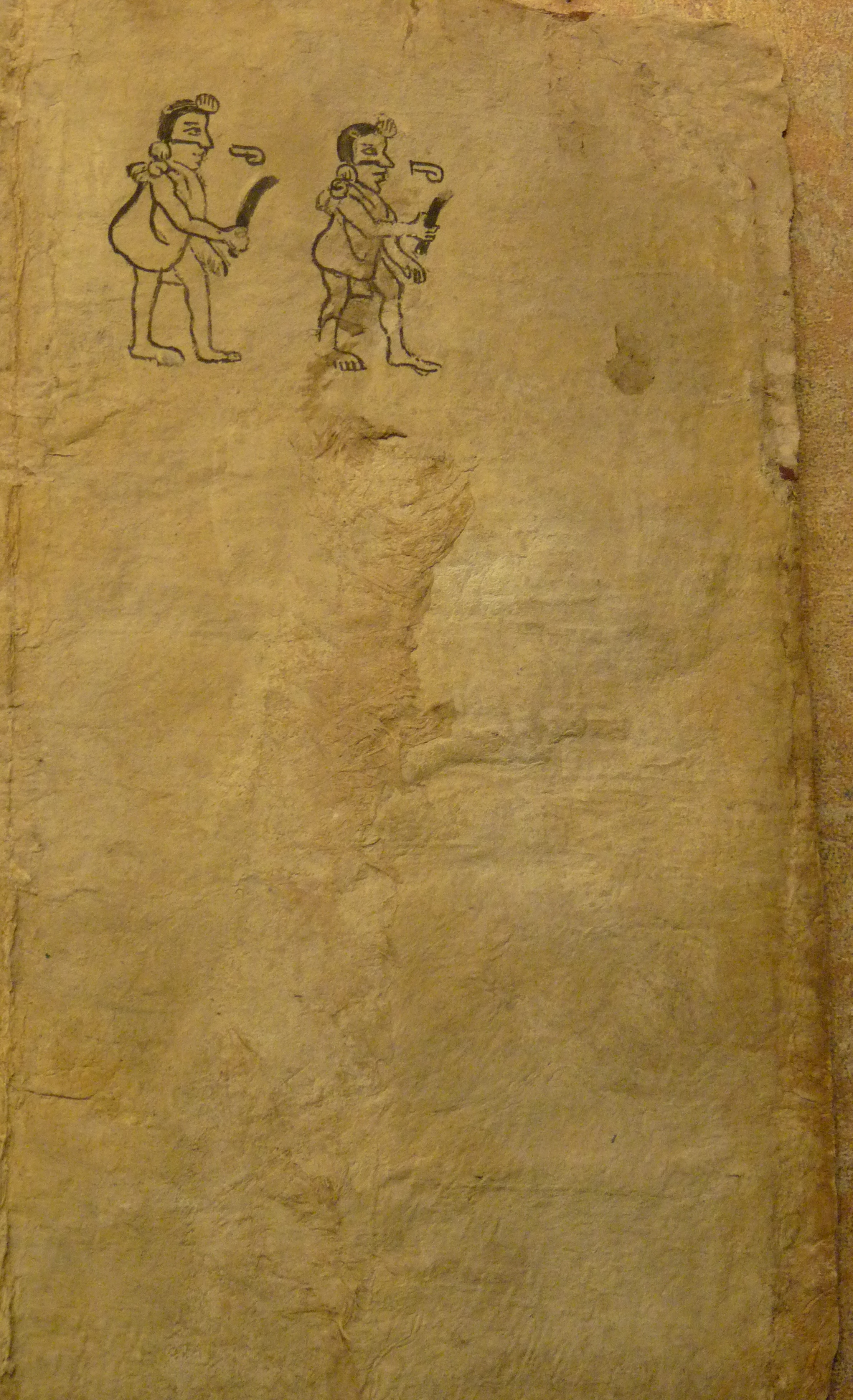
Lámina 22